# Xã Clitherall, Quận Otter Tail, Minnesota
Xã Clitherall (tiếng Anh: Clitherall Township) là một xã thuộc quận Otter Tail, tiểu bang Minnesota, Hoa Kỳ. Năm 2010, dân số của xã này là 455 người.